# Exército da Bielorrússia
O Exército da Bielorrússia é o ramo terrestre das Forças Armadas da Bielorrússia. O exército é liderado pelo tenente-general Viktor Khrenin, quem também é o Ministro da Defesa do país e o líder das forças armadas e seus derivados.

## Galeria

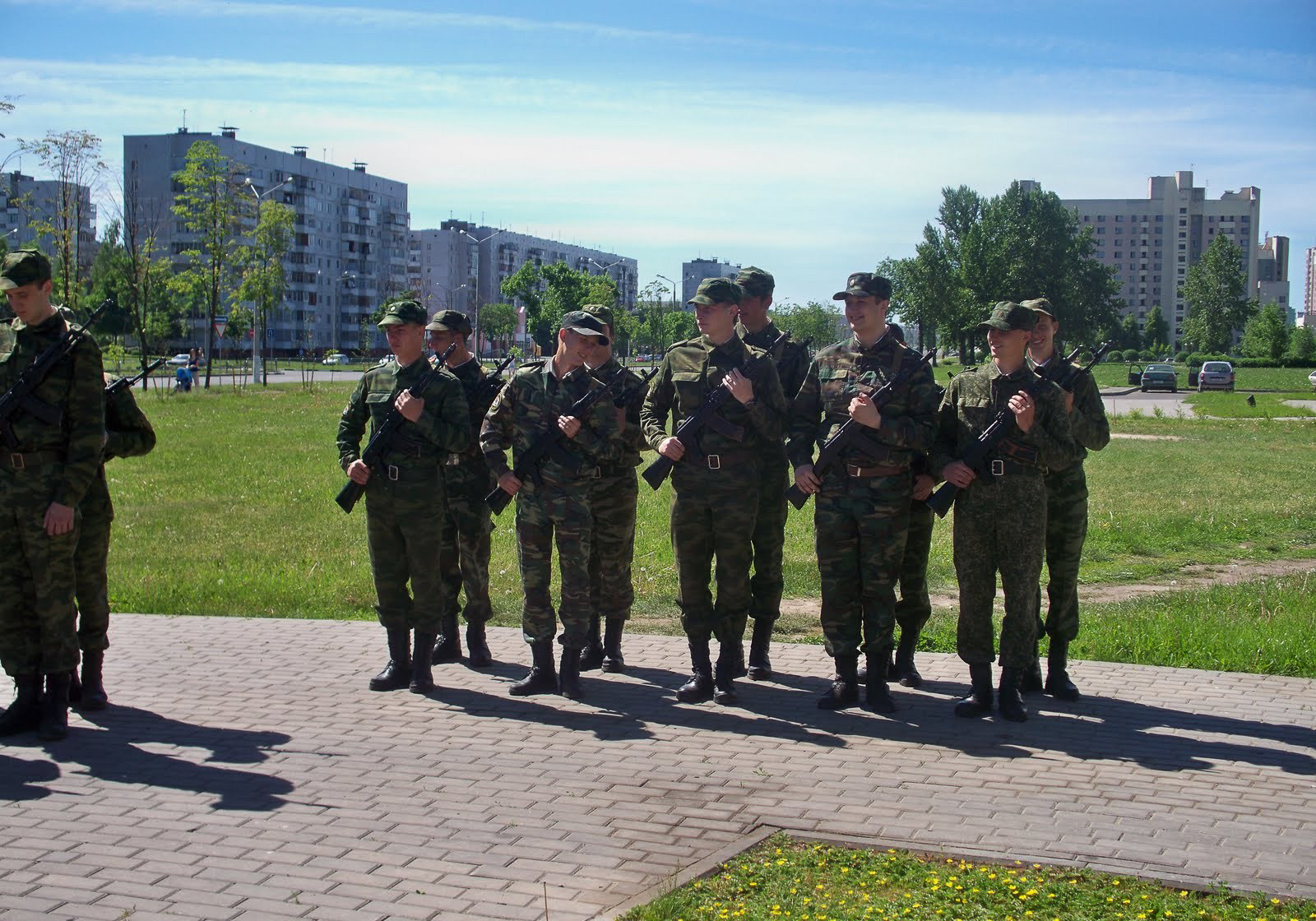
Soldados de infantaria bielorrussos.
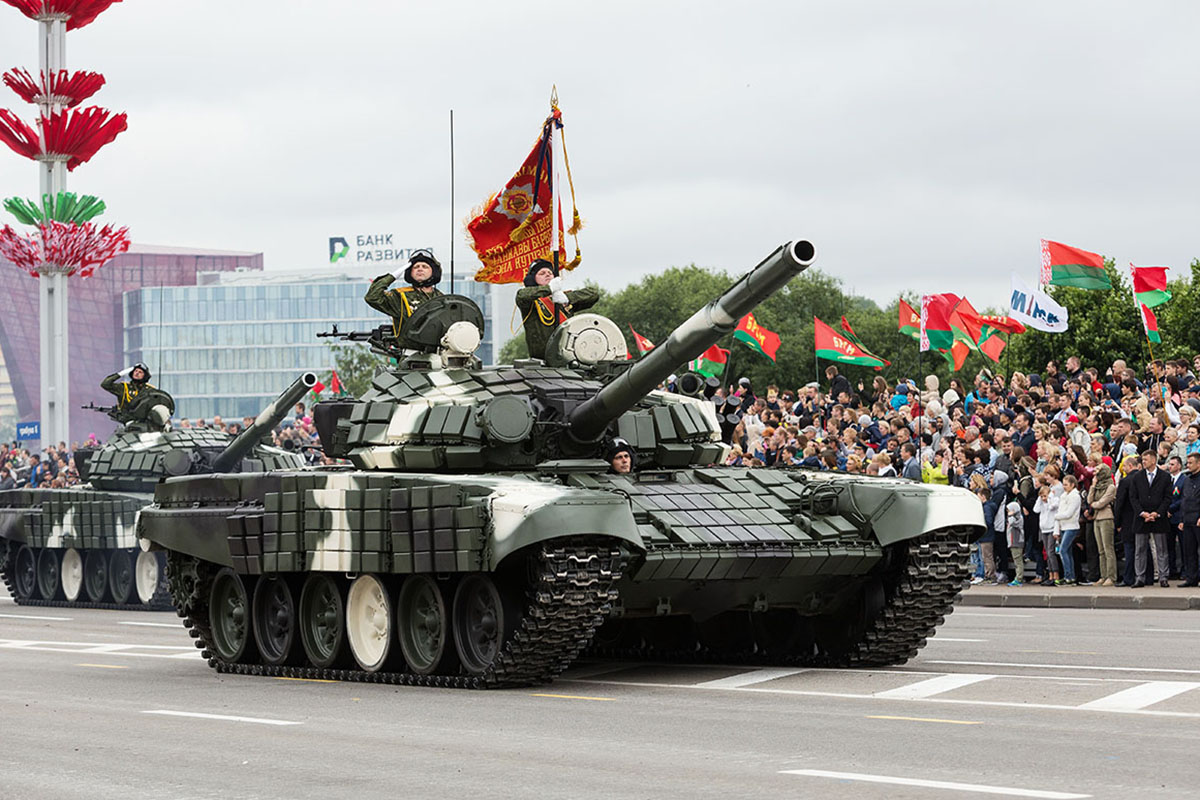
Tanques de guerra T-72, de fabricação soviética, a serviço do exército bielorrusso.
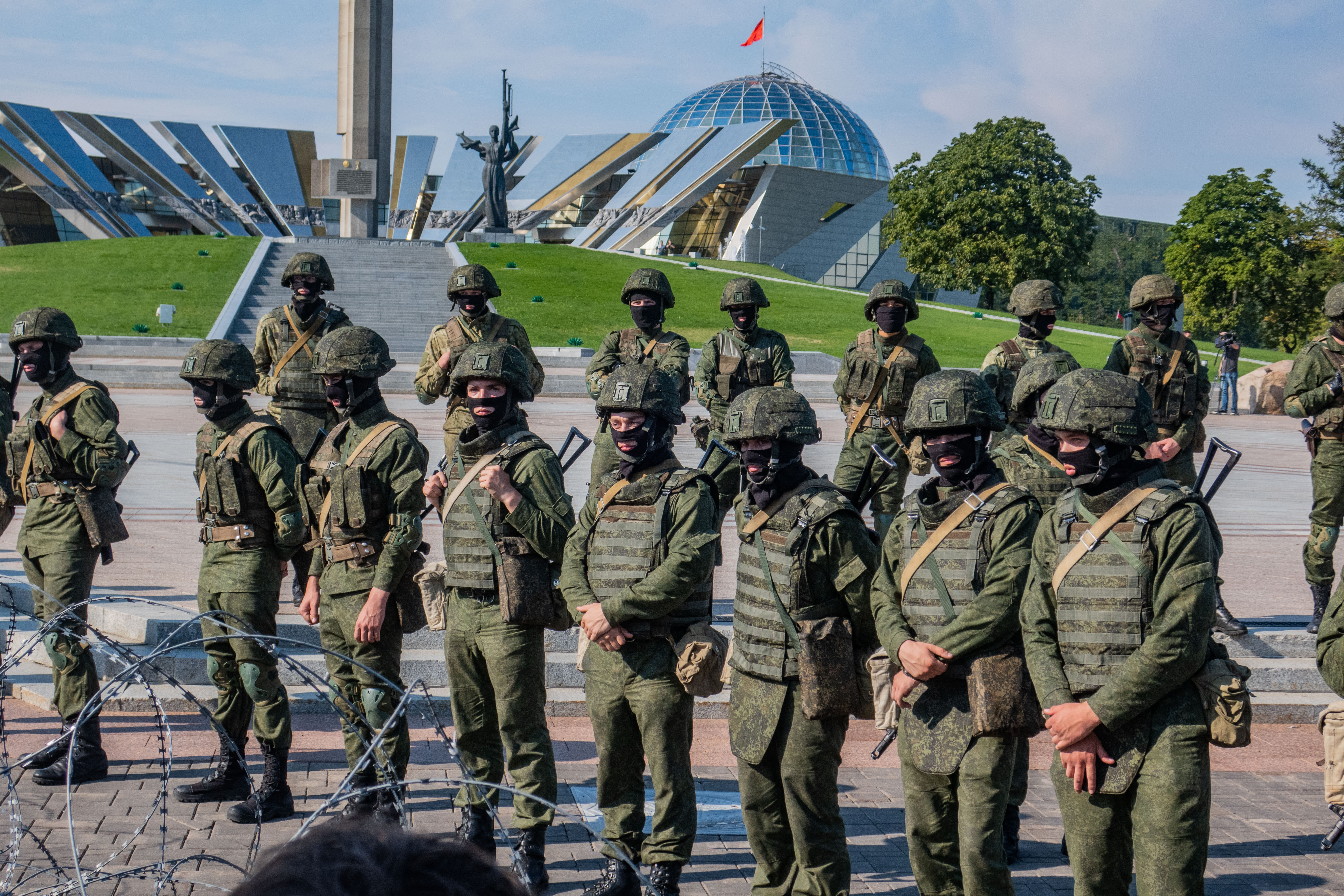
Militares da Bielorrússia durante os protestos de 2020.
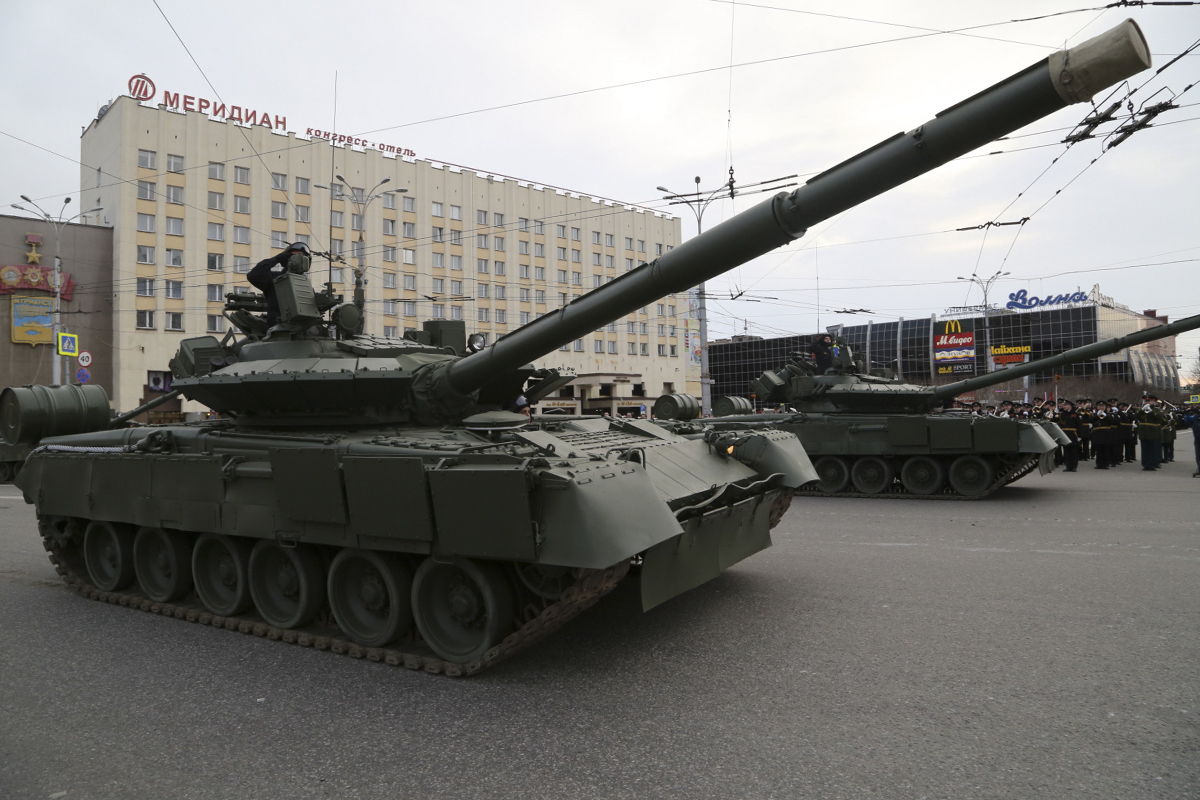
Blindados T-80 do exército do país.